# Larry Linville
Larry Lavon Linville (Ojai, 29 september 1939 – New York, 10 april 2000) was een Amerikaans acteur, die vooral bekend werd als majoor Frank Burns in M*A*S*H. Hij speelde vanaf 1972 vijf seizoenen in deze komische Amerikaanse tv-serie over een medische post in de Koreaanse oorlog. 
Hij overleed op 60-jarige leeftijd, na een operatie aan kanker. Linville stierf in het Memorial Sloan-Kettering Cancer Centre. In februari 1998 was er al een stuk van zijn long verwijderd, nadat er een kwaadaardige tumor gevonden was. 
Linville trouwde vijf keer. Hij was de laatste zeven jaar van zijn leven getrouwd met Deborah Guydon.

## Filmografie
- West from North Goes South (2004) – Rev. Lowell
- Great Performances Televisieserie – Everett Baker (Afl., Crazy for You, 1999)
- Fatal Pursuit (1998) – Shelby
- Pressure Point (1997) – Neil Kennedy
- Fast Track Televisieserie – Rol onbekend (Afl., Kennedy Gets a Ride, 1997)
- Murder, She Wrote televisieserie – Paige Corbin (Afl., Unwilling Witness, 1995)
- Angel's Tide (1995) – Rol onbekend
- A Million to Juan (1994) – Richard Dickerson
- No Dessert, Dad, Till You Mow the Lawn (1994) – J.J.
- Lois & Clark: The New Adventures of Superman televisieserie – Grover Cleveland (Afl., Neverending Battle, 1993)
- Body Waves (1992) – Himmel, the goofball fanatic
- A Different World televisieserie – Sen. Hutchinson (Afl., Special Delivery, 1992)
- Nurses televisieserie – Mr. Garrett (Afl., No Hiding Place, 1992)
- Dream On televisieserie – Uncle Danny (Afl., Toby or Not Toby, 1991)
- Night Court televisieserie – Dr. Nagelson (Afl., To Sleep, No More, 1991)
- Rock 'n' Roll High School Forever (1990) – Principal McGree
- C.H.U.D. II – Bud the Chud (1989) – Dr. Jewell
- Earth Girls Are Easy (1988) – Dr. Bob
- Murder, She Wrote televisieserie – Lt. Steven Ames (Afl., Curse of the Daanav, 1988)
- Blue Movies (1988) – Dr. Gladding
- School Spirit (1985) – President Grimshaw
- Riptide televisieserie – Edgar Harrison (Afl., Does Not Compute, 1985)
- Murder, She Wrote televisieserie – Prof. Kent Radford (Afl., Murder Takes the Bus, 1985)
- Airwolf televisieserie – Clinton Maxwell (Afl., And a Child Shall Lead, 1985)
- Misfits of Science televisieserie – General Thiel (Alf., Deep Freeze (Pilot), 1985)
- Misfits of Science (televisiefilm, 1985) – General Thiel
- Paper Dolls televisieserie – Grayson Carr (Afl. onbekend, 1984)
- Night Partners (televisiefilm, 1983) – Chief John Wilson
- Herbie, the Love Bug televisieserie – Randy Bigelow (Afl. onbekend, 1982)
- Fantasy Island televisieserie – 'Joe' Jonofoceles Armeniums Aristofeles (Afl., The Challenge/A Genie Named Joe, 1982)
- The Girl, the Gold Watch & Dynamite (televisiefilm, 1981) – Reins
- Fantasy Island televisieserie – Jerome Pepper (Afl., Also Rans/Portrait of Solange, 1981)
- Checking In televisieserie – Lyle Block (1981)
- The Jeffersons televisieserie – Lyle Block (Afl., Florence's New Job: Part 1 & 2, 1981)
- The Love Boat televisieserie – Ty Younger (Afl., Return of the Ninny/Touchdown Twins/Split Personality, 1981)
- Fantasy Island televisieserie – Fred Webster (Afl., My Fair Pharaoh/The Power, 1980)
- Lou Grant televisieserie – Thatcher (Afl., Sting, 1980)
- The Love Boat televisieserie – Lou (Afl., The Critical Success/The Love Lamp Is Lit/Take My Boyfriend, Please/Rent a Family/Man in Her Life: Part 1 & 2, 1979)
- CHiPs televisieserie – Carlin (Afl., Roller Disco: Part 1 & 2, 1979)
- Supertrain televisieserie – Jack Nordoff (Afl., And a Cup of Kindness Too, 1979)
- Grandpa Goes to Washington televisieserie – Maj. Gen. Kevin Kelley (Afl. onbekend, 1978-1979)
- Barnaby Jones televisieserie – Tom Watkins (Afl., Deadly Sanctuary, 1978)
- The Rockford Files televisieserie – Dr. Erich Von Albach (Afl., A Deadly Maze, 1977)
- M*A*S*H televisieserie – Maj. Frank Burns (115 afl., 1972-1977)
- Kolchak: The Night Stalker televisieserie – Captain Jonas (Afl., Chopper, 1975)
- The Stepmother (1972) – Dick Hill
- Search televisieserie – Hugh Emery (Afl., One of Our Probes Is Missing, 1972)
- Cannon televisieserie – Ed Barrows (Afl., Bad Cats and Sudden Death, 1972)
- The Sixth Sense televisieserie – Roger Carver (Afl., The House That Cried Murder, 1972)
- O'Hara, U.S. Treasury televisieserie – Det. Ed Pierce (Afl., Operation: Doomwatch, 1972)
- Adam-12 televisieserie – Sgt. Hugh Brasler (Afl., The Tip, 1972)
- The Night Stalker (televisiefilm, 1972) – Dr. Robert Makurji
- Bunny O'Hare (1971) – Max (Collector #1)
- Night Gallery televisieserie – Sloane (Afl., The Academy, 1971)
- Kotch (1971) – Peter Stiel
- Storefront Lawyers televisieserie – Rol onbekend (Afl., Let the Dier Beware, 1971)
- Vanished (televisiefilm, 1971) – Rol onbekend
- The F.B.I. televisieserie – George Franciscus (Afl., The Inheritors, 1970)
- The Young Lawyers televisieserie – Bud Morton (Afl., Remember Chris Gately?, 1970)
- Mannix televisieserie – Sgt./Lt. George Kramer (7 afl., 1968-1970)
- Mission: Impossbile televisieserie – Colonel Leo Orlov (Afl., The Innocent, 1970)
- The Young Rebels televisieserie – Reverend Wells (Afl., The Ring of Freedom, 1970)
- Here Come the Brides televisieserie – Rol onbekend (Afl., Break the Bank of Tacoma, 1970)
- Room 222 televisieserie – Counselor (Afl., Arizona State Loves You, 1969)
- Marcus Welby, M.D. televisieserie – Dr. Beck (Afl., The White Cane, 1969)
- Bonanza televisieserie – Will Tyler (Afl., The Fence, 1969)
- The F.B.I. televisieserie – George Tremont (Afl., Flight, 1969)
- Mission: Impossible televisieserie – Alexi Silensky (Afl., Robot, 1969)
- Mission: Impossible televisieserie – Captain Gulka (Afl., The Glass Cage, 1969)
- Marcus Welby, M.D. (televisiefilm, 1969) – Rol onbekend
- The Outsider televisieserie – Floyd Hendricks (Afl., The Secret of Mareno Bay, 1969)

- Bibliothèque nationale de France: cb14199658w (data)
- International Standard Name Identifier: 0000 0000 4837 7684
- Library of Congress Control Number: nr98000364
- SNAC: w6qs2kdf
- Trove: 1443970
- Virtual International Authority File: 19891704
- WorldCat: E39PBJv8DqxWwhjJKDVrM6TWDq